# Testament of Youth (Film)
Testament of Youth ist ein britischer Historienfilm aus dem Jahr 2014. Das Filmdrama basiert auf den gleichnamigen Memoiren der Schriftstellerin und Pazifistin Vera Brittain aus dem Jahr 1933. Es behandelt vor allem die Rolle der Frau in Großbritannien sowie Brittains Tätigkeit als freiwillige Krankenschwester in verschiedenen Lazaretten während des Ersten Weltkriegs.
Der Film wurde am 14. Oktober 2014 auf dem London Film Festival uraufgeführt und war am 16. Januar 2015 erstmals in den britischen Kinos zu sehen. Testament of Youth wurde in Deutschland nicht im Kino gezeigt, am 22. Oktober desselben Jahres aber auf DVD und Blu-ray veröffentlicht.

## Handlung
Vera Brittain möchte gemeinsam mit ihrem Bruder Edward sowie seinen beiden Freunden Roland Leighton und Victor Richardson auf die University of Oxford gehen, um sich von ihrem konservativen Elternhaus aus Buxton loszusagen. Gegen den Widerstand ihres Vaters Thomas schreibt sie sich für das Somerville College ein, das zu Oxford gehört, und besteht die Aufnahmeprüfung. Sie geht eine Beziehung mit Roland ein, der ihre Leidenschaft für Literatur und Poesie teilt und sie als erste Person zum Schreiben ermutigt, obwohl sie weiß, dass Victor ebenfalls in sie verliebt ist.
Kurz darauf stirbt Erzherzog Franz Ferdinand von Österreich-Ungarn bei einem Attentat, wodurch der Erste Weltkrieg ausbricht. Mit der Unterstützung seiner Schwester kann Edward seinen Vater davon überzeugen, ihn in den Krieg ziehen zu lassen. Roland und Victor schließen sich ihm an, Roland kommt als Erster an der Westfront an. Als in der Zeitung eine Liste mit Namen von gefallenen Soldaten veröffentlicht wird, entschließt sich Vera, ihr Studium abzubrechen, um sich im Voluntary Aid Detachment, einem Hilfsprogramm, als freiwillige Krankenschwester zu melden und Verwundete in einem britischen Krankenhaus zu versorgen.
Edward und Victor, die sich noch in der Grundausbildung befinden, erwarten ihren Kriegseinsatz mit Spannung und Begeisterung. Als Roland auf Fronturlaub ist und Vera besucht, erzählt er ihr von seinem Einsatz im Schützengraben. Dieser fordert täglich viele Todesopfer, aufgrund der Brutalität des Konflikts ist Roland bereits schwer traumatisiert. Er macht Vera einen Heiratsantrag und verspricht ihr, sie bei seinem nächsten Urlaub zu ehelichen. Ende 1915 erhält sie einen Brief von ihm, in dem steht, dass sein Urlaub genehmigt wurde und er sich in Sicherheit, weit weg von der Front befindet. An Weihnachten erwartet Vera Roland, als das Telefon klingelt und seine Mutter ihr unter Tränen mitteilt, dass Roland gefallen ist.
Die Armee teilt Vera und Rolands Familie mit, dass er tapfer im Kampf starb und nicht lange leiden musste. George Catlin, ein Kamerad des Verstorbenen, beichtet Vera später die Wahrheit: Roland starb in Louvencourt durch einen Bauchschuss einen langsamen, qualvollen Tod. Kurz darauf wird Victor in Veras Krankenhaus eingeliefert. Er wurde schwer am Kopf verwundet und ist erblindet. Sie macht ihm einen Heiratsantrag, damit er nicht alleine bleibt und Edward dies so gewollt hätte. Victor lehnt dankend ab, bevor er unvermittelt an seiner Verletzung stirbt.
Im Jahr 1917 bittet Vera darum, nach Frankreich versetzt zu werden, um in der Nähe ihres Bruders sein zu können. Ihr erster Auftrag besteht darin, sich um verwundete Deutsche zu kümmern, was Vera zunächst widerstrebt. Während ihres Einsatzes sieht sie das Elend der Verwundeten und kommt zu dem Schluss, dass sich die feindlichen Soldaten kaum von den eigenen unterscheiden, da viele von ihnen ebenfalls leiden und schließlich den Tod finden. Vera findet unter den Schwerstverletzten Edward und rettet ihm das Leben. Nach seiner Genesung ist sie erleichtert, da er an die vermeintlich sicherere italienische Front geschickt wird. Vor seiner Abreise nimmt er ihr das Versprechen ab, nach dem Krieg wieder ihr Studium in Oxford aufzunehmen.
Vera kehrt nach Hause zurück, da ihre Mutter einen Nervenzusammenbruch erlitten hat. An dem Tag erhält die Familie ein Telegramm, das sie von Edwards Tod unterrichtet. Mit dem Tod von Geoffrey Thurlow, einem weiteren Freund ihres Bruders, hat Vera alle jungen Männer verloren, die ihr nahestanden.
Ein Jahr später ist der Krieg beendet, den Waffenstillstand kann und will Vera aber nicht feiern. Sie wird von Albträumen geplagt, in denen Roland und Edward ums Leben kommen. Winifred Holtby, eine Kommilitonin, hilft ihr dabei, ihre Verluste zu bewältigen.
Vera besucht kurz nach Kriegsende eine Stadtversammlung, auf der diskutiert wird, wie Deutschland für den Krieg bestraft werden sollte. George Catlin argumentiert, dass der Grundgedanke Auge um Auge, Zahn um Zahn nur einen weiteren Krieg auslösen könnte, was den Unmut der meisten Anwesenden auf sich zieht. Vera tritt selbst vor die Menge und gibt zu, dass sie ihren Vater nie hätte überreden dürfen, ihrem Bruder den Kriegsdienst zu gestatten. Sie berichtet, dass sie die Hand eines sterbenden deutschen Soldaten gehalten hat, dieser sei nicht anders als Roland oder Edward gewesen. Sie sagt, die Tode der Gefallenen wären nur dann nicht umsonst gewesen, wenn die Überlebenden sich vereinen und Krieg und Rachgelüste gemeinsam ablehnen.
Am Ende des Films verspricht Vera, die nun pazifistische Ansichten vertritt, ihren verstorbenen Freunden, dass sie sie nicht vergessen wird. Im Abspann wird eine Widmung für die realen Roland Leighton, Victor Richardson, Geoffrey Thurlow und Edward Brittain sowie ihre Geburts- und Sterbejahre eingeblendet.

## Produktion

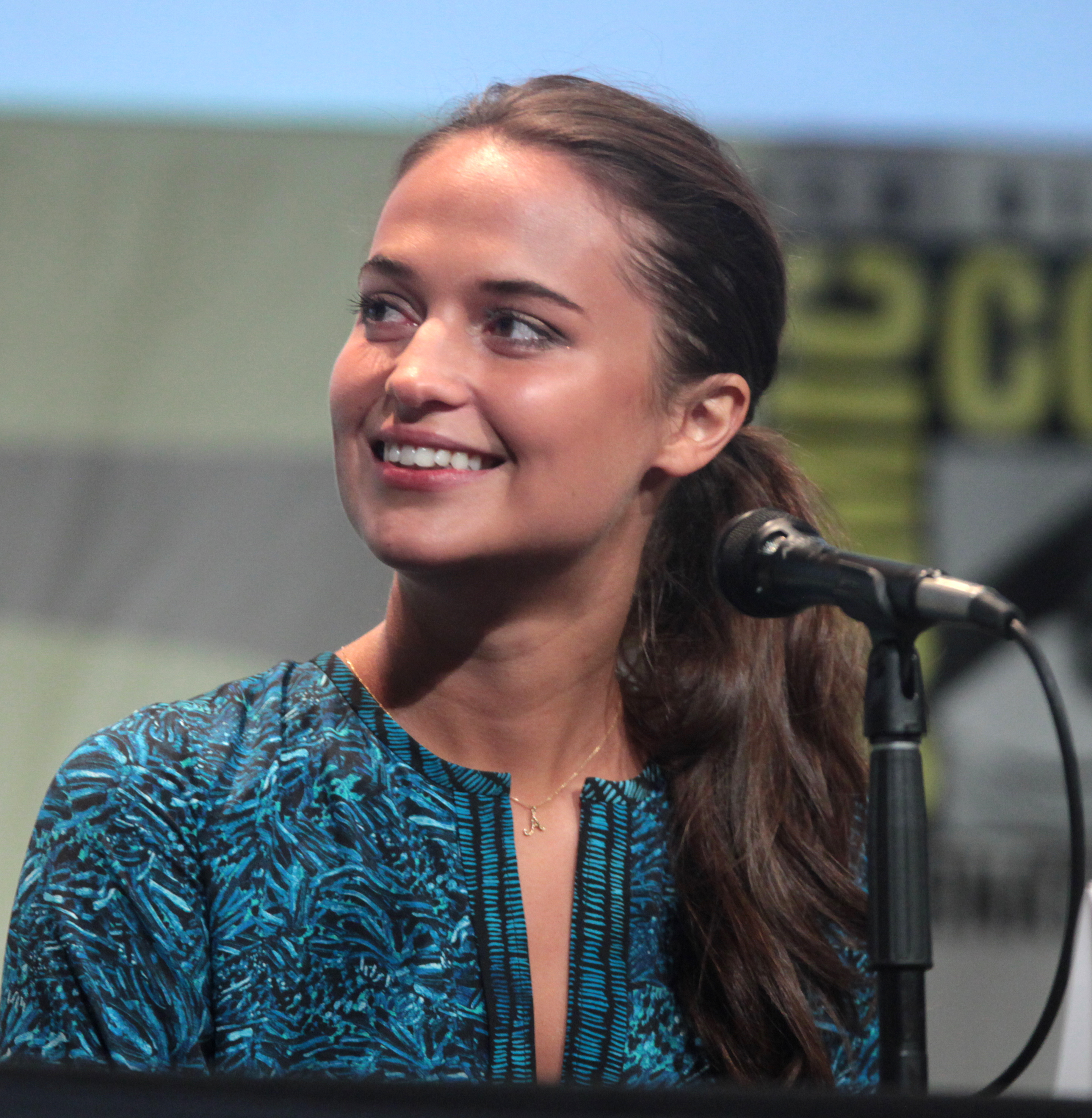
Alicia Vikander

Im Februar 2009 kündigte BBC Films an, eine Literaturverfilmung der Autobiografie Testament of Youth der britischen Schriftstellerin Vera Brittain in Auftrag gegeben zu haben. Die BBC hatte bereits im Jahr 1979 eine Fernsehserie mit fünf Folgen produziert, die auf dem Buch basiert. Diese wurde auf BBC Two erstausgestrahlt und war in Deutschland unter dem Titel Testament einer Jugend im Jahr 1981 im ZDF das erste Mal zu sehen.
Sowohl Shirley Williams, Baroness Williams of Crosby, Tochter von Vera Brittain, als auch Brittains Biograf Mark Bostridge unterstützten die geplante Verfilmung, Bostridge fungierte zudem als Berater für die Produzenten.
Im Dezember 2013 wurde bekanntgegeben, dass der Film im Jahr 2014 anlässlich der Feiern zum 100-jährigen Jubiläum des Endes des Ersten Weltkrieges veröffentlicht werden wird. Zudem verkündete BBC Films, dass nicht wie ursprünglich geplant Saoirse Ronan, sondern Alicia Vikander die Titelrolle verkörpern wird.
Die Dreharbeiten in der Universität fanden auf dem Campus des Merton College statt, da dieses im Gegensatz zum heutigen Somervile College dem Originalschauplatz deutlich näherkommt. Weitere Schauplätze waren unter anderem London, Oxford, Yorkshire, ein Bahnhof der North Yorkshire Moors Railway, der Ort Robin Hood’s Bay sowie das Landhaus Welbeck Abbey.
Colin Morgan, der im Film einen erblindeten Soldaten verkörpert, befragte zur Vorbereitung auf seine Rolle sehbehinderte Veteranen und absolvierte ein eintägiges Training im Brighton Centre der Hilfsorganisation Blind Veterans UK mit verbundenen Augen.

Hauptdarsteller, Regisseur und Produzent bei Testament of Youth Weltpremiere im Oktober 2014
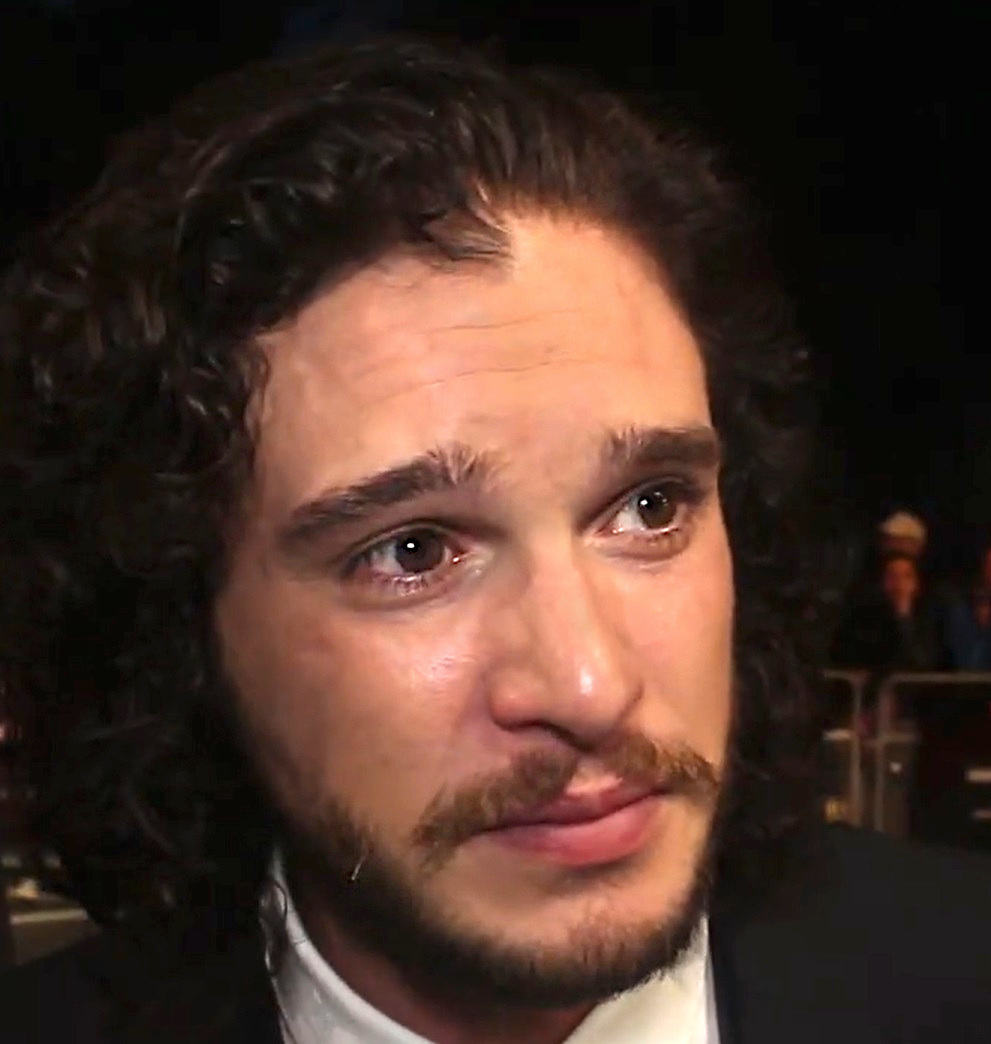
Kit Harington
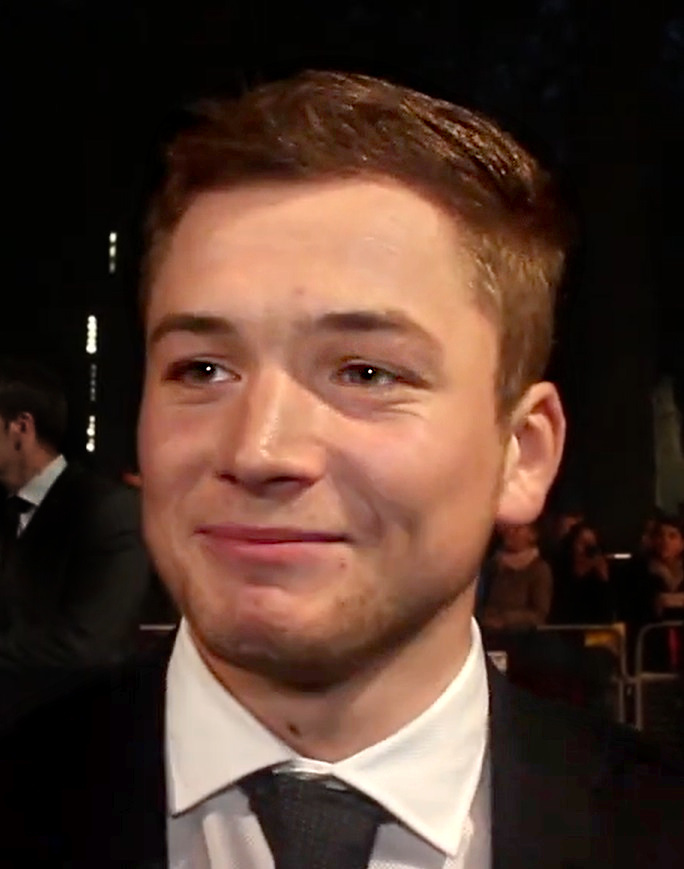
Taron Egerton
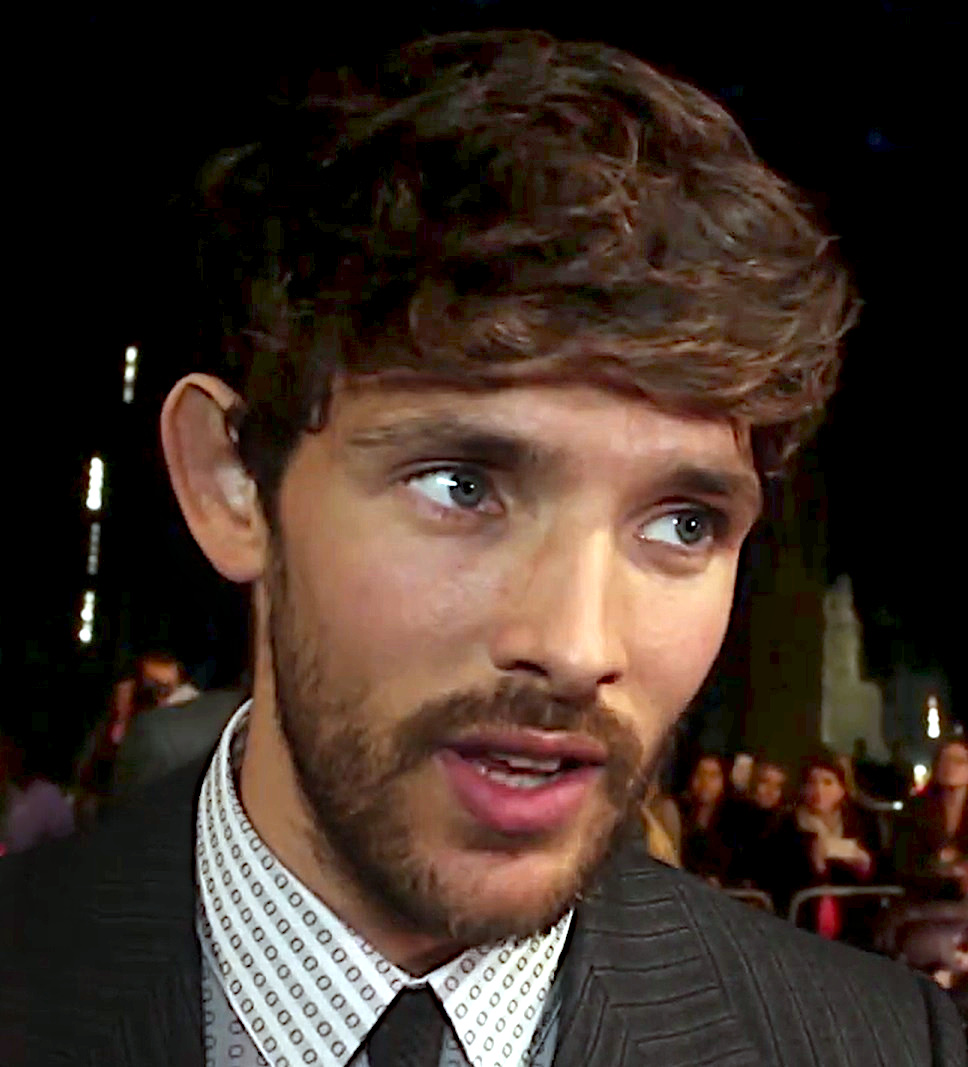
Colin Morgan
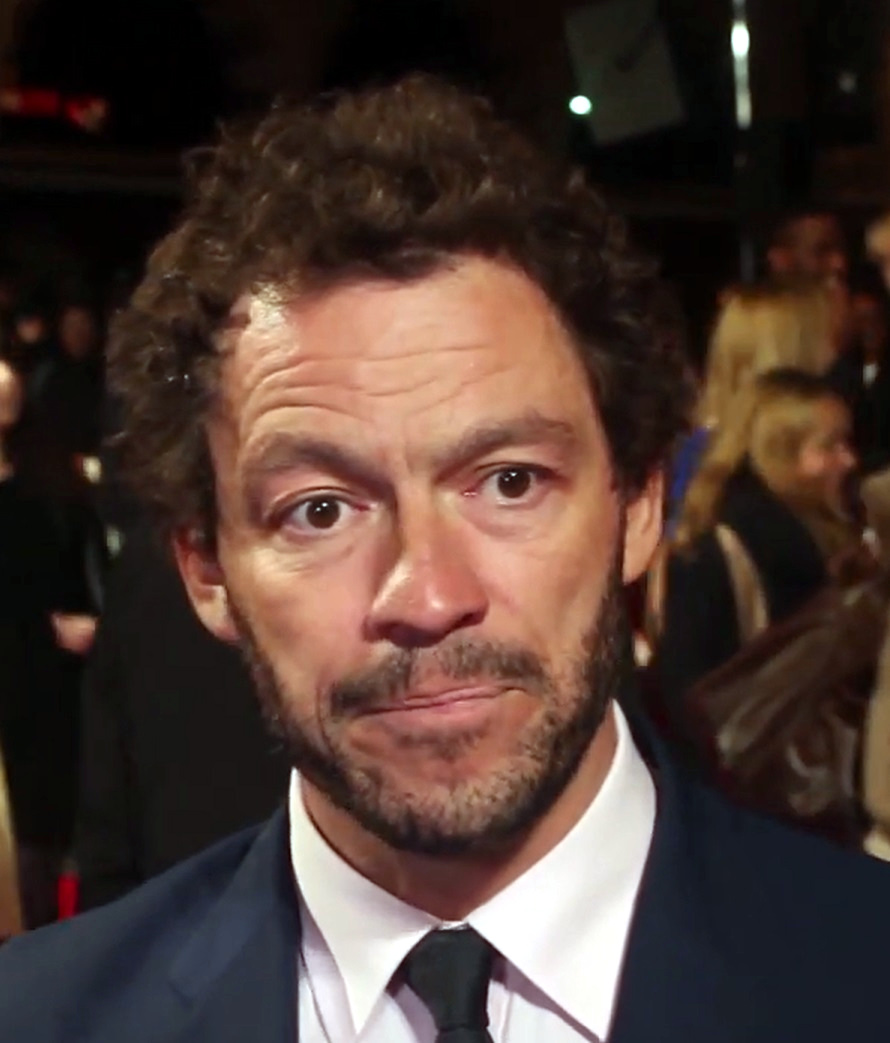
Dominic West
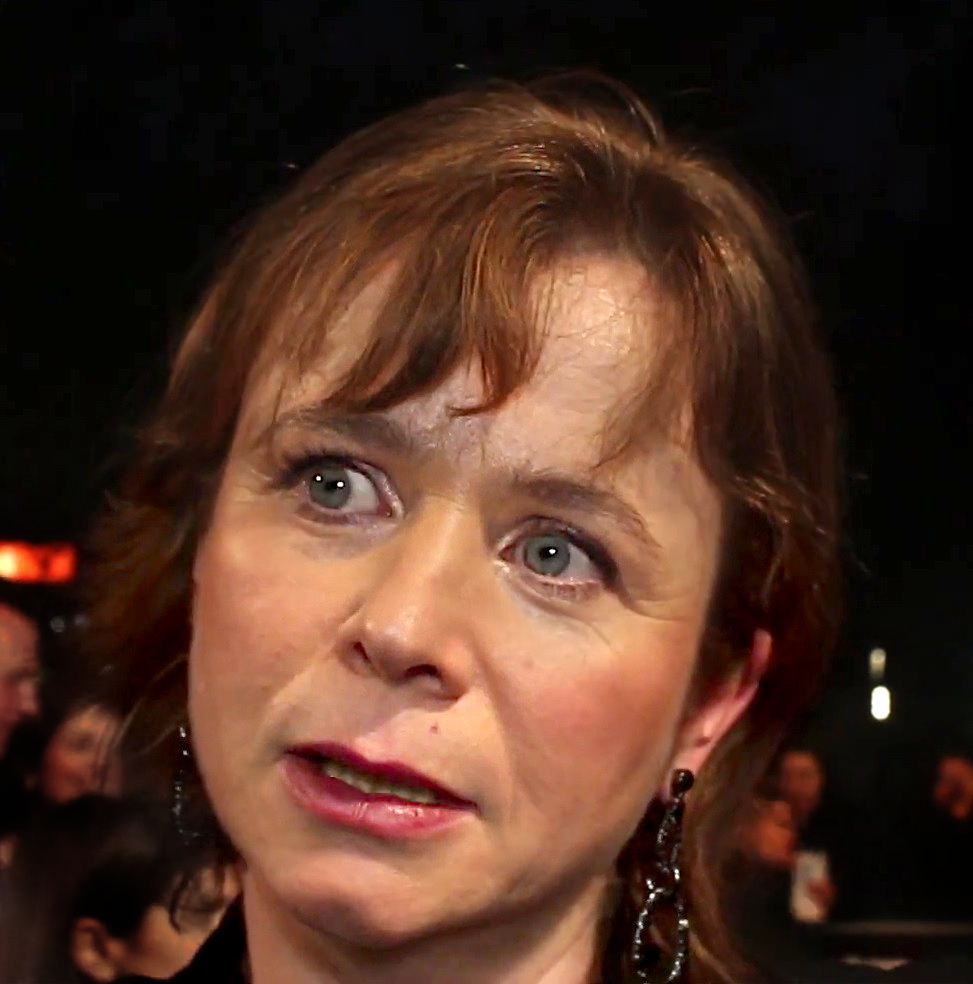
Emily Watson
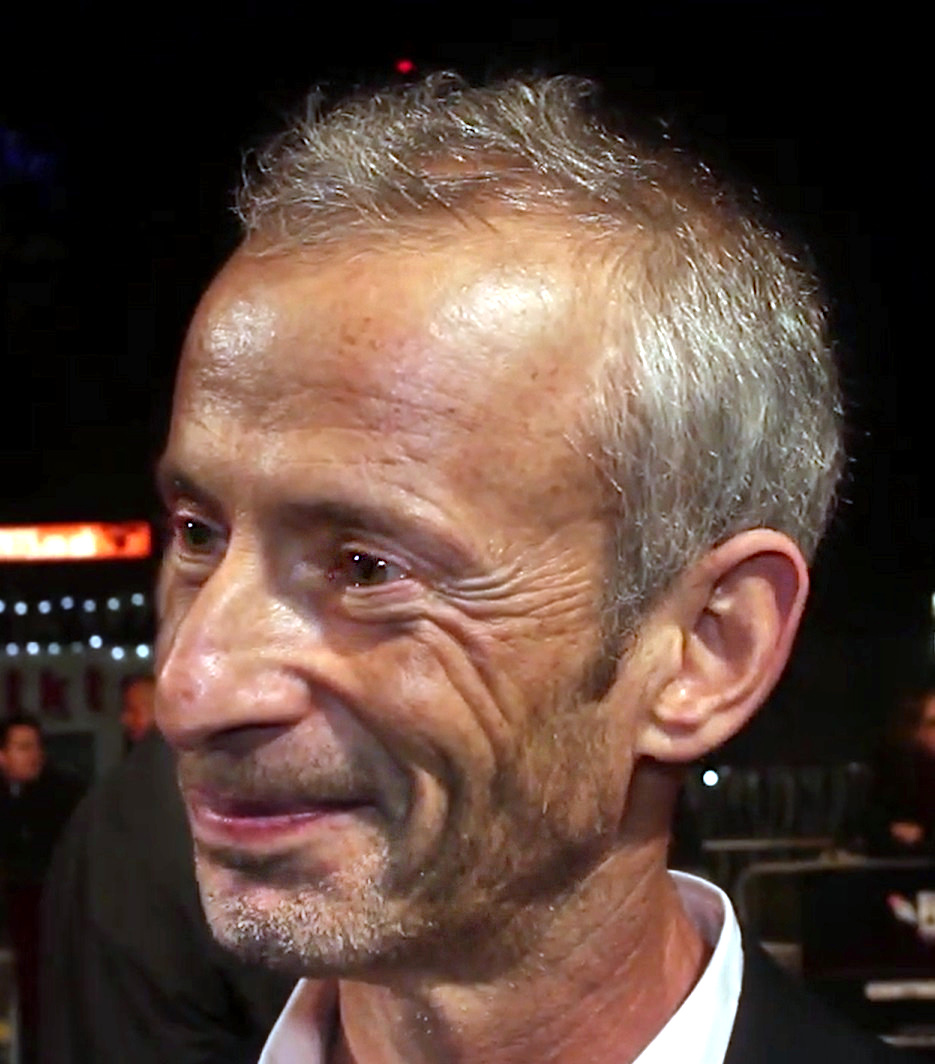
James Kent (Regisseur)
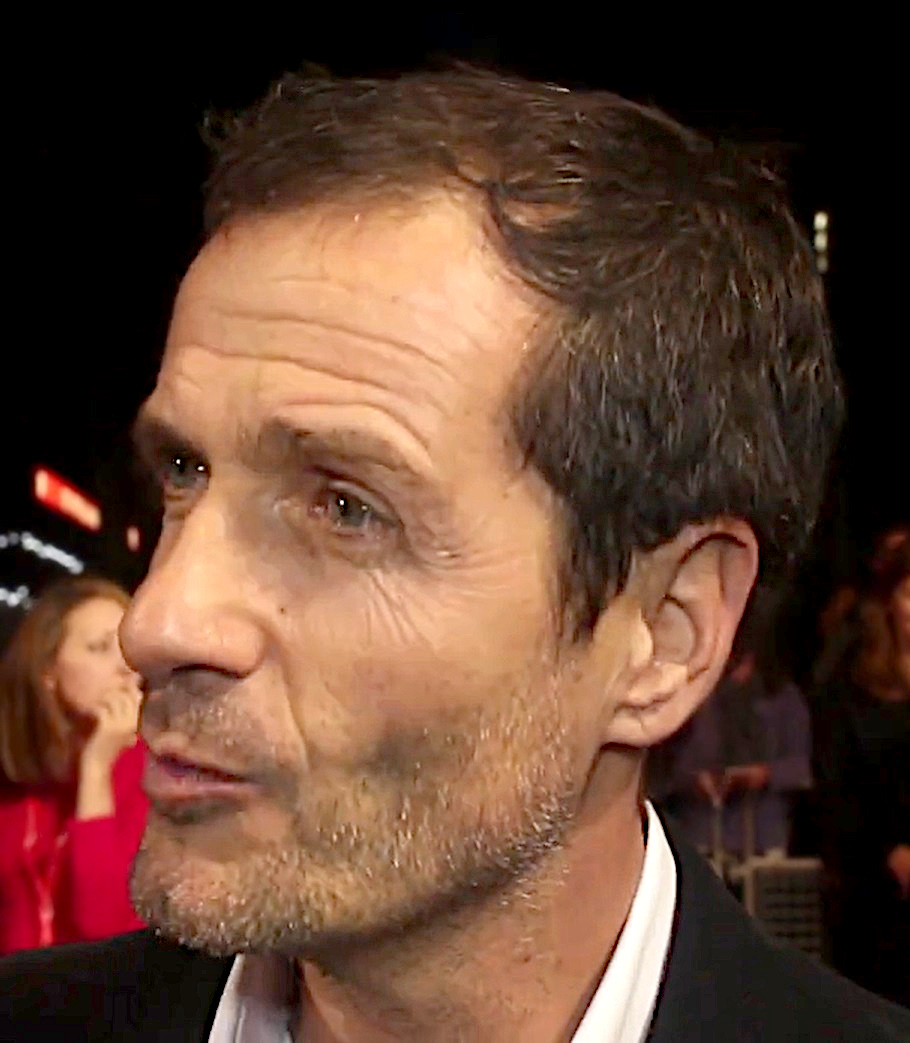
David Heyman (Filmproduzent)

## Rezeption
Wulf Bengsch bezeichnete Testament of Youth im Medienjournal als über die Maßen beeindruckendes Historien-Drama, das ohne jeglichen Pathos oder melodramatischen Einschlag eine zutiefst emotionale und ungemein tragische Geschichte erzähle. Durch die ungewöhnliche Perspektive und das großartige Spiel von Vikander gehe der Film zu Herzen und mache gleichzeitig nachdenklich. Für Peter Osteried von der Kino-Zeit sei Testament of Youth beeindruckend sowie akkurat gestaltet und erwecke Brittains Memoiren zum Leben. Am Bedrückendsten sei die Tatsache, dass die Thematik knapp 100 Jahre nach dem Krieg nichts von ihrer Aktualität verloren und sich die menschliche Natur nicht geändert habe.
Peter Bradshaw verglich die Produktion mit Heritage-Filmen. Testament of Youth besitze eine ähnliche Trägheit und Fülle an Ernst. Die Handlung sei verträumt, pathetisch und bilde das Grauen des Kriegs nie vollständig ab. Trotz Vikanders Schönheit und Selbstsicherheit sowie der intelligenten Darbietungen der anderen Darsteller liege über dem Film letztlich ein Schleier der Frömmelei. Nach Ansicht von Mark Kermode sei Testament of Youth zwar hübsch anzusehen, aber zu brav. Vikander wirke in ihrer Rolle lebhaft, auch das restliche Ensemble versuche, der unerschütterlichen Erzählkunst mehr Leidenschaft zu verleihen. Brittains Geschichte verdiene es, auf eine draufgängerischere Weise erneut erzählt zu werden, da der Film eher einer Fußnote gleiche.

## Auszeichnungen und Nominierungen (Auswahl)
British Independent Film Awards 2014
- Nominierung: Beste Schauspielerin, für Alicia Vikander

London Film Festival 2014
- Nominierung: Bester britischer Newcomer, für Taron Egerton

London Critics Circle Film Awards 2015
- Nominierung: Bester neuer britischer Filmemacher, für James Kent

Alliance of Women Film Journalists 2016
- Auszeichnung: Beste Newcomerin, für Alicia Vikander (auch für The Danish Girl und Ex Machina)

Humanitas-Preis 2016
- Nominierung: Bester Spielfilm, für Juliette Towhidi

Oklahoma Film Critics Circle Awards 2016
- Auszeichnung: Bestes Gesamtwerk, für Alicia Vikander (auch für The Danish Girl, Ex Machina und Im Rausch der Sterne)

## Synchronisation
Die Synchronisation des Films wurde bei der Berliner Synchron nach einem Dialogbuch und unter der Dialogregie von Dirk Müller erstellt.
| Rolle             | Schauspieler        | Synchronsprecher          |
| ----------------- | ------------------- | ------------------------- |
| Vera Brittain     | Alicia Vikander     | Yvonne Greitzke           |
| Roland Leighton   | Kit Harington       | Tobias Nath               |
| Victor Richardson | Colin Morgan        | Florian Hoffmann          |
| Edward Brittain   | Taron Egerton       | Constantin von Jascheroff |
| Mr. Brittain      | Dominic West        | Oliver Siebeck            |
| Mrs. Brittain     | Emily Watson        | Arianne Borbach           |
| Tante Belle       | Joanna Scanlan      | Sabine Walkenbach         |
| Hope              | Hayley Atwell       | Silvia Mißbach            |
| George Catlin     | Henry Garrett       | Simon Derksen             |
| Geoffrey Thurlow  | Jonathan Bailey     | Michael Baral             |
| Winifred Holtby   | Alexandra Roach     | Angelina Geisler          |
| Mrs. Leighton     | Anna Chancellor     | Denise Gorzelanny         |
| Miss Lorimer      | Miranda Richardson  | Marion Musiol             |
| Mr. Leighton      | Nicholas Le Prevost | Werner Böhnke             |
| Schwester Jones   | Niamh Cusack        | Sabine Mazay              |